# Watersnoodmonument Ouwerkerk
Het watersnoodmonument (1958) is een gedenkteken in het Nederlandse dorp Ouwerkerk, in de provincie Zeeland.

## Achtergrond
In de nacht van 31 januari op 1 februari 1953 vond een watersnoodramp plaats, waarbij 1836 Nederlanders om het leven kwamen. In de gemeenten Ouwerkerk en Nieuwerkerk, beide op het voormalige eiland Duiveland, vielen de meeste slachtoffers. Er werd na de ramp een landelijke actie opgezet, gecoördineerd door de Vereniging van Nederlandse Gemeenten, waarbij de getroffen Zeeuwse gemeenten werden geadopteerd door gemeenten elders uit het land. De adoptiegemeenten boden financiële en praktische steun. Ouwerkerk en Nieuwerkerk werden geadopteerd door de gemeente Enschede. 
In 1956 bezocht de voltallige Enschedese gemeenteraad Ouwerkerk en Nieuwerkerk, waarbij kransen werden gelegd op de twee begraafplaatsen en enkele honderden grafstenen werden aangeboden voor de graven van de slachtoffers. In datzelfde jaar gaf Enschede de Haarlemse beeldhouwer Mari Andriessen de opdracht een monument te ontwerpen. Voor Ouwerkerk maakte hij een monument met vijf handen die uit de golven komen. In de uiteindelijke uitvoering zijn daarvan twee rechterhanden overgebleven en heeft Andriessen de golven weggelaten. De handen raken elkaar licht en symboliseren het laatste teken van leven van de verdrinkenden. Het watersnoodmonument voor Nieuwerkerk toont een geabstraheerde vogel. De tufstenen monumenten werden geplaatst op de begraafplaats van beide dorpen en op 1 februari 1958 onthuld door Meine van Veen, waarnemend burgemeester van Enschede.